# Werner di Steußlingen
Werner di Steußlingen (... – 7 dicembre 1151) è stato un vescovo cattolico tedesco.
Era figlio di Adalbero di Steußlingen e della di lui consorte Judith. Fu vescovo di Münster dal 1132 fino alla morte. Molto amico di Norberto di Xanten, fondatore della congregazione premostratense, fondò nel 1136 il monastero doppio premostratense di Asbeck (località sita nell'attuale circondario di Borken, nella Renania Settentrionale-Vestfalia). 
Nel 1147 partecipò, insieme a numerosi altri vescovi ed arcivescovi tedeschi, alla Crociata contro i Venedi.